# Ferdinand Hajný
Ferdinand Hajný (3. února 1899 Kročehlavy – 28. července 1978) byl český fotbalista ze známé kročehlavské fotbalové líhně a československý fotbalový reprezentant.

## Sportovní kariéra
Za československou reprezentaci odehrál v letech 1922–1929 dvanáct utkání. Byl členem takzvané "železné Sparty", tedy slavného mužstva Sparty z první poloviny 20. let 20. století. Do Sparty přišel z Viktorie Žižkov v roce 1922. Za rudé sehrál 334 zápasů a stal se s nimi dvakrát mistrem Československa v letech 1926 a 1927, jednou českým mistrem – vítězem mistrovství Českého svazu fotbalového 1922 a několikrát středočeským mistrem (vítězem tzv. Středočeské 1. třídy, obvykle nazývané Středočeská liga), přičemž v roce 1923 šlo o nejvyšší a nejprestižnější soutěž v zemi. Své působení ve vrcholové kopané ukončil z důvodu vážného zranění roku 1930 v dresu Viktorie Plzeň.